# Роберт Клайв
Роберт Клайв (англ. Robert Clive, 1st Baron Clive of Plassey; 29 вересня 1725 — 22 листопада 1774) — британський генерал і чиновник, який затвердив панування Британської Ост-індської компанії у Південної Індії і Бенгалії. Він поклав початок розширенню впливу Британії на території субконтиненту, що призвело до створення Британської Індії. Після перемоги під Плессі отримав титул барона з переможним епітетом «Плессійський».

## Падіння Калькутти
Клайв вперше проявив себе при обороні Аркота у 1751 році. На перші позиції висунувся під час Семирічної війни (1756-63), яка призвела до витіснення французів з Індії.
У середині XVIII століття англійці змогли помітно зміцнити свої позиції в Бенгалі, підтримуючи дружні відносини з навабами. У 1756 році щойно вступив у правління 18-річний наваба Сірадж-уд-Даул напав на основний британський плацдарм Калькутту і взяв її. Деякі мешканці втекли, інші були взяті в полон і заточені в камеру військової в'язниці Форту-Вільяма, розміром 14 на 18 футів, з 2-ма невеликими вікнами, відому під ім'ям «Чорної Ями». Наступного ранку з 146 в'язнів (чоловіків і жінок) в живих залишилося тільки 23. Решта задихнулася або загинула від теплового удару. Клайв, який повернувся вже з Англії, був у цей час в Мадрасі; з ескадрою адмірала Вотсона він відплив до дельти Гангу, і Калькутта швидко і легко була повернута. Укладений мир відновив усі права Компанії і дав їй щедру винагороду за збитки.

## Перемоги Клайва в Східній Індії
Коли почалася війна з французами, Клайв зайняв Чанданнагар. Роздратований цим Сірадж-уд-Даул вступив у союз з французами, але Клайв з невеликими силами (1000 європейців, 2000 сипаїв і 8 гармат) розбив військо наваба (35000 піхоти, 15000 кінноти і 50 гармат) під Плессі. З цього дня вважається початок британського панування в Східній Індії.
На місце Сіраджа був посаджений Мир Джафар, креатура Клайва, що взяв з нього за це величезні гроші. У цьому ж році новий наваб офіційно поступився англійцям правом податку на прибуток і суду в цілому окрузі навколо Калькутти, відомому тепер під назвою «округу 24-х парган» (882 квадр. милі).

## Розширення Клайвом контролю над Індією

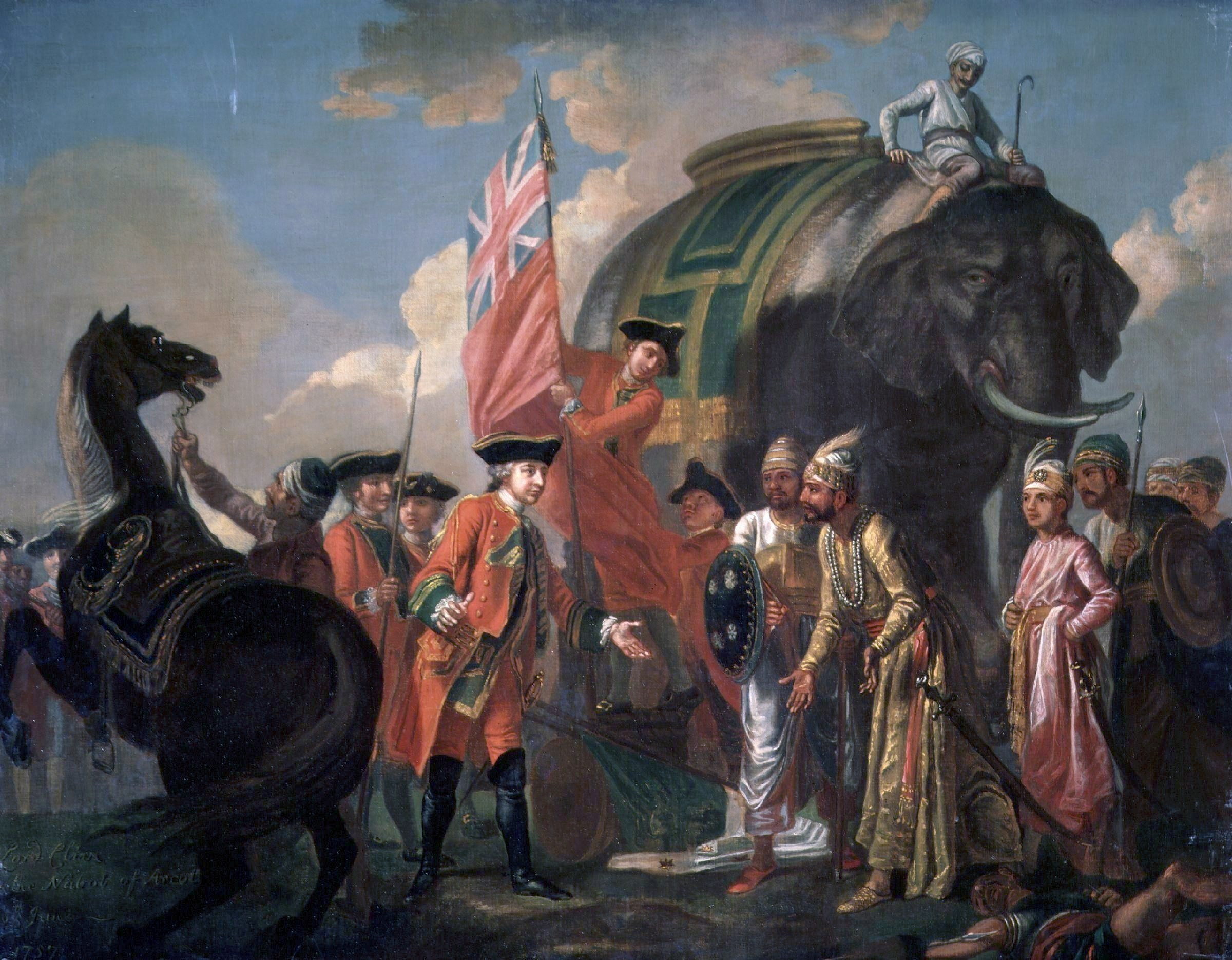
Роберт Клайв зустрічається з Мир Джафаром після битви при Плессі

У 1759 році англійці отримали від делійського імператора (номінального сюзерена бенгальського наваба) право стягувати також й земельний податок. Нарешті в 1765 році імператор поступився зайнятими областями Клайву в повну і вічну власність. Клайв отримував з Компанії 222958 рупій річної ренти до своєї смерті (1774), коли право власності перейшло до Компанії.
У 1758 році Клайв був зроблений компанійським губернатором Бенгалу. До свого другого перебування в Англії (1760—1765) він відбив напад делійського принца, згодом султана, Шаха-Алама, відняв у французів Мадрас з прилеглим берегом і встановив твердий вплив Англії при гайдерабадскому дворі в Південній Індії. В цей же час він розтрощив при Чінсурахе силу голландців, яких з тих часів в Індії лише терпіли.
У 1761 році був позбавлений влади Мир-Джафар, і на його місце посаджений Мир-Касим, причому англійці знову зробили земельні придбання. У 1763 році Мир-Касим, який мріяв про незалежність і сформував собі армію на європейський лад, обурився; 2000 сипаїв в Патне і близько 200 англійців в різних місцях Бенгалу були вирізані.
У наступному році англійські війська, які приводяться майорами Адамсом і Мунро, розбили в історичній битві під Буксарі заколотників, що вступили вже в союз з делійським імператором Шахом-Аламом і аудським навабою, незважаючи на те, що в англійському таборі стався перший бунт сипаїв (втихомирений Мунро, який розстріляв з гармат 24 призвідників — рід страти, запозичений у Моголів). Шах-Алам з'явився з повинною в англійський табір; Ауд був зайнятий англійцями, а на місце Мир-Касима знову посаджений старий наваб Мир-Джафар, при чому, звичайно, англійці отримали великі суми грошей.

## Перетворення компанії

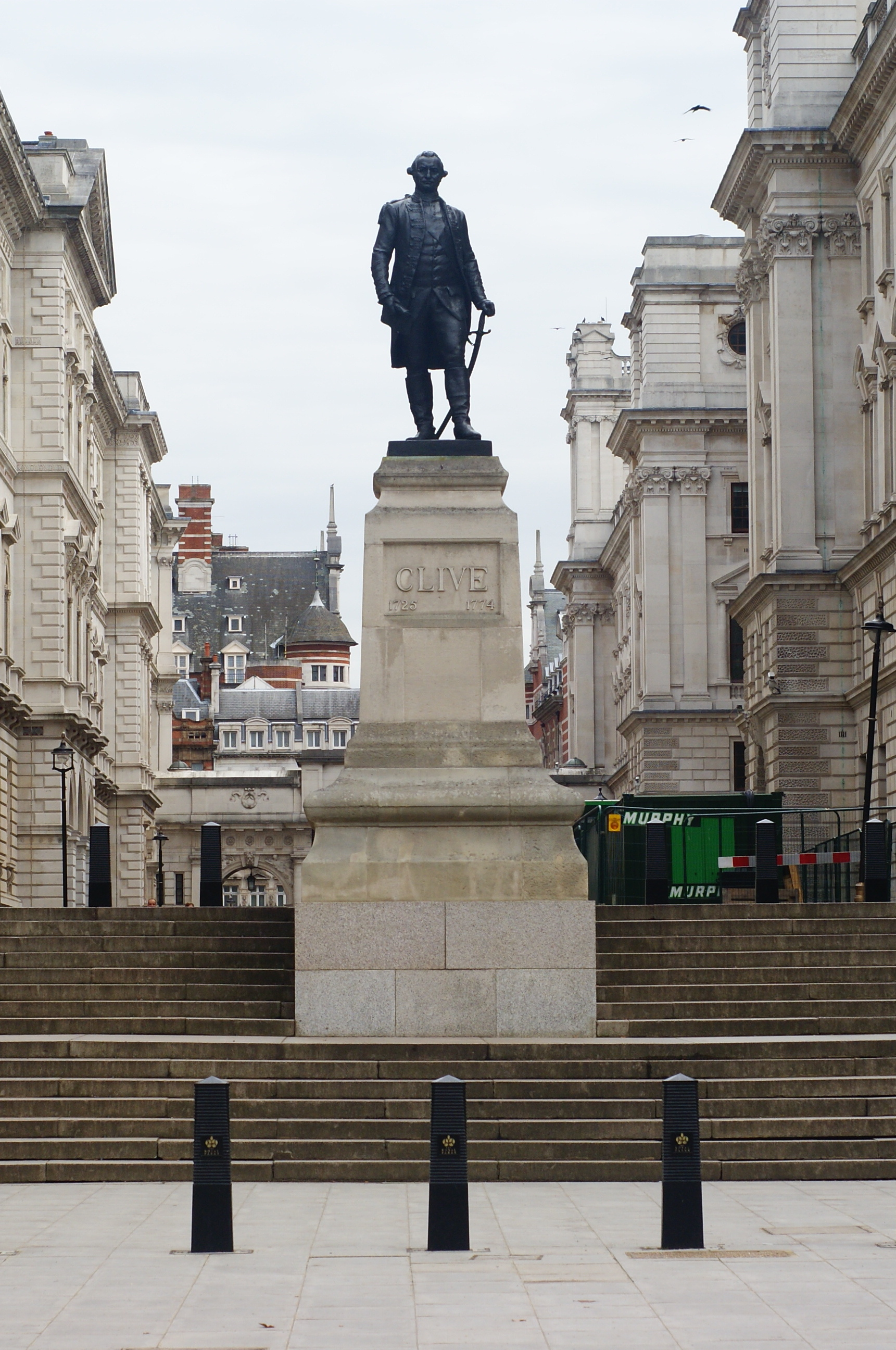
Пам'ятник лорду Клайву навпроти Сент-Джеймського парку у Вестмінстері

У 1765 році Клайв, прибув знову з Англії, прикладав тепер усі зусилля, щоб зміцнити територіальні володіння Компанії і знищити зловживання, побори, вимагання і хабарі службовців Компанії. Він швидко виступив з Калькутти в Аллахабад і тут розпоряджався долями майже всієї Північної Індії. Ауд був відданий колишньому навабі із зобов'язанням сплатити півмільйона фунтів стерлінгів військових витрат, а провінції Аллахабад і Кора (між Гангом і Ямуною) — імператору Шах-Аламу, який подарував за це Компанії дивани, тобто право фіскальної адміністрації в Бенгалі, Біхарі і Оріссі.
У 1766 році Клайв перетворив місцеву адміністрацію Компанії. Всі службовці, цивільні і військові, були глибоко деморалізовані. Їхні ставки були незначні, а тому їм дозволялося відшкодовувати відсутнє (іноді сторицею) шляхом торгівлі та подарунків. Незважаючи на опір цивільних службовців і відкрите обурення двохсот офіцерів, Клайв провів свою реформу. Торгівля і хабарі були заборонені на майбутній час службовцям, тому що передбачалося підвищення платні від зисків соляної монополії.
У 1767 році Клайв повернувся остаточно в Європу. У 1769 році в Бенгалії спалахнув страшний голод, що позначився на котируваннях Ост-Індської компанії, і вже в 1773 році компанія стояла на порозі банкрутства, тож просила уряд Великої Британії надати їй допомогу. Після цього парламент почав розслідування діяльності Роберта Клайва, якого звинувачував у зловживаннях. Клайва  визнали винним, проте оправдали  за послуги, надані своїй країні. Проте в 1774 році Роберт Клайв покінчив із собою.
Черепаха Клайва на ймення Адвайта, як повідомлялося в засобах масової інформації, пережила господаря на 232 роки, доживши в Калькутті до 2006 року.